# استیون وولدریج
استیون وولدریج (انگلیسی: Stephen Wooldridge; ۱۷ اکتبر ۱۹۷۷ – ۱۴ اوت ۲۰۱۷) دوچرخه‌سوار اهل استرالیا بود.
وی در مسابقات کشوری و بین‌المللی در مجموع برندهٔ ۵ مدال طلا، ۱ مدال نقره، ۱ مدال برنز شده‌است.